# 小吉村 (新潟県西蒲原郡)
小吉村（こよしむら）は、かつて新潟県西蒲原郡にあった村。1954年7月7日の合併によって消滅し、現在は新潟市西蒲区の一部となっている。
以下の記述は合併直前当時の旧小吉村に関しての記述であり、現在では名称等が異なる場合がある。なお、ここに記述されていない内容に関しては新潟市などの記事を参照。

## 沿革
- 1889年（明治22年）4月1日 - 町村制施行に伴い西蒲原郡高野宮村、六分村、長場村、潟浦新村、東中村、東船越村、門田村が合併し、小吉村が発足。
- 1901年（明治34年）11月1日 - 西蒲原郡三針村の一部と合併し、小吉村を新設。
- 1954年（昭和29年）7月7日 - 西蒲原郡道上村、燕市の一部（大字真木、姥島、羽黒）と合併し、中之口村となり消滅。

## 地域
小吉村は、合併した村名を継承する以下の大字で構成される。
高野宮（こうのみや）
1889年（明治22年）まであった高野宮村の区域。現在の新潟市西蒲区高野宮。
六分（ろくぶ）
1889年（明治22年）まであった六分村の区域。現在の新潟市西蒲区六分。
長場（ながば）

1889年（明治22年）まであった長場村の区域。現在の新潟市西蒲区長場。
潟浦新（かたうらしん）
1889年（明治22年）まであった潟浦新村の区域。現在の新潟市西蒲区潟浦新。
東中（ひがしなか）

1889年（明治22年）まであった東中村の区域。現在の新潟市西蒲区東中。
東船越（ひがしふなこし）

1889年（明治22年）まであった東船越村の区域。現在の新潟市西蒲区東船越。
門田（もんた）
1889年（明治22年）まであった門田村の区域。現在の新潟市西蒲区門田。

## 村長
- 小柳卯三郎